# Shine Wrestling
La Shine Wrestling (stylisé SHINE Wrestling) est une compagnie américaine de catch féminin basée en Floride. Elle est fondée par Dave Prazak et Lexie Fyfe et a dès sa création un partenariat avec la Shimmer Women Athletes qui appartient à Prazak.

## Histoire
En mai 2012, Dave Prazak annonce son intention de créer une deuxième fédération de catch féminin avec comme associè Sal Hamaoui et Gabe Sapolski. L'entreprise s'installe à Ybor City et prend le nom de Shine Wrestling. Prazak souhaite créer cette seconde fédération pour permettre à ses catcheuses travaillant à la Shimmer Women Athletes que deux à trois weekend par an de pouvoir être sur un de ses ring une fois par mois ainsi que de découvrir de nouvelles têtes. Enfin son partenariat avec World Wrestling Network, la plateforme de streaming payant de Sapolski et Hamaoui lui permet de diffuser ses spectacles sur WWNLive.com. Le premier spectacle de la Shine a lieu le 20 juillet dont le match phare oppose Sara Del Rey, la première championne de la SHIMMER, à Jazz et cette dernière remporte ce match. En dehors de cela, les critiques trouvent le spectacle de bonne qualité et ne regrettent que des difficultés techniques de retransmission par internet.
En juin 2013, la SHINE annonce l'organisation d'un tournoi pour désigner la première championne de cette fédération. Il a lieu le 12 juillet durant SHINE 11 où Rain (en) bat Mia Yim en finale.
Le 28 février 2014, Mia Yim et Leva Bates (en) remportent le tournoi pour désigner les premières championnes par équipe de la SHINE après leur victoire sur Allysin Kay et Taylor Made en finale. En octobre, la World Wrestling Network annonce l’organisation d'une tournée en Chine auquel participe la nouvelle championne Ivelisse Vélez et Mia Yim, c'est d'ailleurs au cours de cette tournée que Yim obtient ce titre le 16 novembre,.

## Championnes actuelles
| Titre                       | Championne(s) actuelle(s) | Date de victoire | Référence |
| --------------------------- | ------------------------- | ---------------- | --------- |
| Shine Championship          | Ivelisse Vélez            | 14 décembre 2019 | [ 8 ]     |
| Shine Tag Team Championship | Kimber Lee et Stormie Lee | 23 janvier 2021  | [ 9 ]     |
| Shine Nova Championship     | Natalie Markova           | 14 décembre 2019 | [ 8 ]     |